# Classe Tromp (incrociatore)
La classe Tromp fu una classe di incrociatori leggeri costruiti per la Koninklijke Marine olandese sul finire degli anni trenta, composta da due unità: la Hr. Ms. Tromp e la Hr. Ms. Jacob van Heemskerck; entrambe le unità presero parte alla seconda guerra mondiale, rimanendo in servizio con la marina olandese fino alla fine degli anni sessanta.

## Il progetto
Ordinate nel 1935, le unità della classe Tromp erano inizialmente intese non come incrociatori leggeri (pur avendone di fatto le sembianze) ma come cacciatorpediniere conduttore, destinate a guidare una squadra di nuovi cacciatorpediniere della marina olandese in fase di progettazione (la futura classe Gerard Callenburgh). La capoclasse Tromp entrò in servizio nell'agosto del 1938, ma la sua gemella Jacob van Heemskerck si trovava ancora in allestimento quando i tedeschi invasero i Paesi Bassi il 10 maggio 1940: l'unità riuscì a rifugiarsi a Portsmouth, dove fu completata e riequipaggiata con materiali britannici.
Entrambe le unità subirono modifiche agli equipaggiamenti dopo essere passate al servizio degli Alleati: la Tromp mantenne il suo armamento originario ma vide rinforzate le dotazioni antiaeree, con l'aggiunta di 4 cannoni da 75 mm, ulteriori due cannoni Bofors 40 mm e 6 cannoncini 20 mm Oerlikon; la Jacob van Heemskerck fu riequipaggiata come incrociatore contraereo e vide tutto il suo armamento originario rimpiazzato con 10 cannoni da 102 mm Mark 16 bivalenti antiaerei-antinave, 4 cannoni da 40 mm Vickers Mark 8, 4 cannoni Bofors 40 mm (aggiunti nel 1944) e 6 cannoncini da 20 mm Oerlikon. Entrambe le unità ricevettero varie apparecchiature radar britanniche di scoperta e per il controllo del fuoco, oltre ad apparati ASDIC.

## Unità
Entrambe le unità furono realizzate nei cantieri Nederlandse Scheepsbouw Maatschappij di Amsterdam.
| Nome                 | Impostazione    | Varo              | Entrata in servizio | Destino finale                                                       |
| -------------------- | --------------- | ----------------- | ------------------- | -------------------------------------------------------------------- |
| Tromp                | 17 gennaio 1936 | 24 maggio 1937    | 18 agosto 1938      | radiata nel dicembre del 1968, venduta per la demolizione poco dopo. |
| Jacob van Heemskerck | 31 ottobre 1938 | 16 settembre 1939 | 10 maggio 1940      | radiata nel febbraio del 1970, venduta per la demolizione poco.      |